# Lubina Holanec-Rawpowa

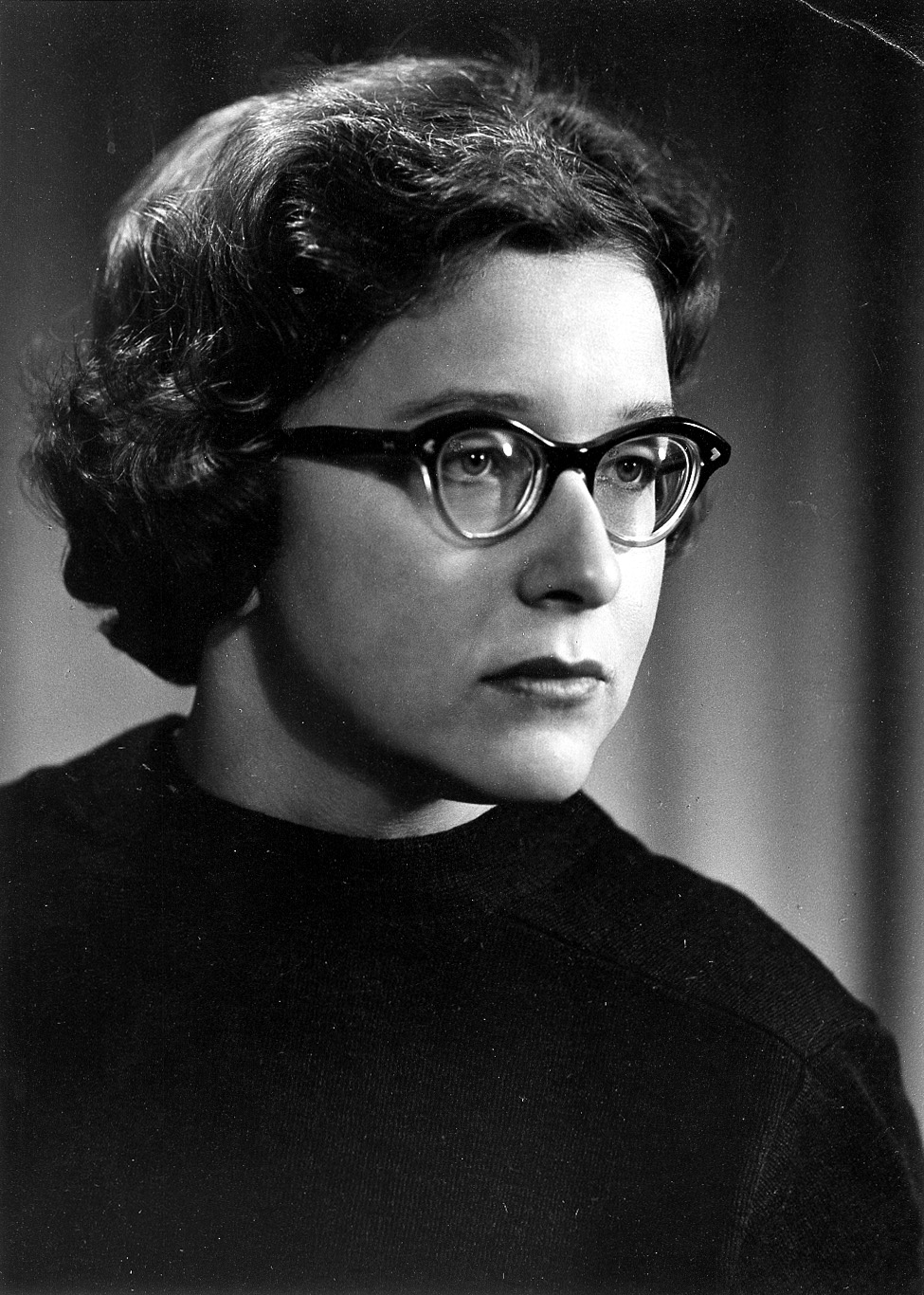
Lubina Holanec

Lubina Holanec-Rawpowa (* 23. Mai 1927 in Kleinbautzen; † 2. Mai 1964 in Dresden) war eine international bekannte sorbische Konzertorganistin.

## Leben
Holanec-Rawpowa war die Tochter des sorbischen Lehrers und Kantors Ernst Hollan. 1934 zog die Familie nach Bautzen, wo Lubina Holanec-Rawpowa Orgel lernte. Nach dem Abitur studierte sie ab 1947 an der Musikhochschule Leipzig und am Prager Konservatorium. Von 1954 bis 1956 hatte sie eine Aspirantur beim Leipziger Thomaskantor Günther Ramin inne. Anschließend war Holanec-Rawpowa als Konzertorganistin aktiv und unternahm Konzertreisen nach Genf, Moskau, Leningrad, Riga und Tallinn. 
1956 heiratete sie den sorbischen Komponisten und Musikwissenschaftler Jan Raupp, den sie im Studium in Prag kennengelernt hatte.
Sie starb kurz vor ihrem 37. Geburtstag und wurde auf dem Taucherfriedhof in Bautzen beigesetzt.